# Asłanbiek Ałborow
Asłanbiek Ałborow (azer. Aslanbek Alborov; ur. 2 kwietnia 1991 roku) – azerski zapaśnik walczący w stylu wolnym. 

## Kariera sportowa
Brązowy medalista mistrzostw świata w 2017. Trzeci na mistrzostwach Europy w 2020. Drugi w Pucharze Świata w 2013 i 2018; trzeci w 2017; piąty w 2011 i 2016. Wicemistrz świata juniorów z 2009 i 2010, a trzeci w 2011. Mistrz Europy juniorów 2011 roku.